# 青野裕介
青野 裕介（あおの ゆうすけ、1981年12月9日 ）は、日本の映像作家、VJ（ビジュアルジョッキー）、脚本家、演出家、グラフィックデザイナー。VJユニット「new names」の1人。福岡県出身。

## 略歴
2000年、有限会社バタフライシネマーケット設立に参加。映画「Summer Nude (2003年公開)」で脚本デビュー。
2004年からフリーランス。WEB、DTP、アニメーションなど幅広く活動。
2005年、映像ディレクター・佐々木真吾とともにVJ/ディレクターズユニット「KAMIO-KAMICHI」を結成。2010年、舞台に活動の場を広げ、翌2011年に舞台「エンドレス」の脚本・演出 を担当。
2011年、KAMIO-KAMICHIから「new names」に改名。

## 作品リスト

### 映画
- 「Summer Nude」2003年9月（脚本）
- 「金髪スリーデイズ35℃」2003年「Freestyle Short Movies」の一編（助監督・撮影助手）

### 舞台
- 「ファミリーボーン -メロンメロン 1st Gift-」 2003年12月（脚本）
- 「愛のかたまり」 2009年10月（映像）
- 「愛のかたまり-Valentine-」 2010年2月（映像）
- 「More than this -愛のかたまり-」 2010年6月（映像）
- 「愛のかたまり-Summer-」 2010年7月（映像）
- 「セツナゲ-愛のかけら-」 2010年10月（演出・映像）
- 「オリナカ」 2011年2月（映像）
- 「Nine Blood」 2011年5月（映像）
- 「エンドレス」 2011年7月（脚本・演出・映像）

### イベント
- NOKIA「FOMA NM705i」プレスイベント@ラフォーレミュージアム六本木 2008年2月（VJ）
- docomo FOMA HT1100イベント「Touch! HT1100」@東京ミッドタウン 2008年6月（VJ）
- LAZONA×EXILE「Great Loving Xmas」@ラゾーナ川崎プラザ 2008年11〜12月（映像）
- MAMUSKA TOKYO Vol.6〜 @アサヒ・アートスクエア 2009年4月（VJ）
- ひなた「One-man Live」@C.C.レモンホール（VJ）
- LAZONA×青山テルマ「Fantastic Love Story」@ラゾーナ川崎プラザ　2009年11月〜12月（映像）
- カナタ「あぶな絵、あぶり声 ～滴～」@スパイラルホール　2010年6月（映像）
- GOOD LOVIN'「YEAR END PARTY!! 2010」@横浜Thumbs Up　2010年12月（VJ）
- WOMBLIVE「ONE SPECIAL LIVE×LIVE」 @WOMB（VJ）
- カナタ「あぶな絵、あぶり声 ～若葉～」 @ラフォーレミュージアム六本木 2011年3月（映像）
- 「"楽-GAKU-"」 @Shibuya O-WEST（VJ）
- カナタ「あぶな絵、あぶり声〜桜〜」@朝日生命ホール・横浜ランドマークホール 2012年4月（映像）
- 「"失われた空の透視図" BELOVED × ミト(クラムボン)」 @吉祥寺STAR PINE'S CAFE 2012年8月（映像・VJ）
- カナタ「あぶな絵、あぶり声〜茜〜」@OBP円形ホール・横浜ランドマークホール 2012年10月（映像）

### PV
- fade「Filter」2008年7月（ディレクター・撮影）
- fade「So Far Gone」2009年11月（ディレクター）
- アンダーグラフ「サンザシ」2011年4月（グラフィック）

### CM
- 東放学園 「メディアへ続く道」2007年8月（撮影）
- J:COM「チャンネル番号変更のお知らせ」 2010年1月（ディレクター）
- ディスカバリーチャンネル 2012年（グラフィック）
- アニマルプラネット 2012年（グラフィック）

### ドラマ
- DVD短編ドラマ 「少女日和」　2005年9月（脚本）
- DVD短編ドラマ 「デートに向かうまでの一考察」2005年9月（脚本）
- DVD短編ドラマ「REEN FLASH」2006年3月（脚本）

### 番組
- J:COM「今週のJ:COM!」 2009年7月（オープニング）
- Ustream番組「野久保直樹の NOKU・Chaaaaaaan!!」 2010年11月〜（制作）
- フジテレビ 見参楽「週刊!NIPPONちびっこランド」 2011年4月〜（ディレクター）
- BS日テレ「セレブ通信」 2012年（オープニング）
- 東京MXテレビ「ディスカバリーチャンネル・ベスト」 2012年（オープニング）

### WEB
- ソフトバンクペイメントサービス株式会社「Softbankカード」 2006年12月-2007年12月（Flash・デザイン）
- 久本朋子 Official Web♪ 【ココニイマス】（ディレクター）
- カプセル内視鏡「飲むだけドットコム」 2008年9月〜（ディレクター）